# Alfred Wagenhofer
Alfred Wagenhofer (* 9. Mai 1959 in Wien) ist ein österreichischer Ökonom. 

## Leben
Wagenhofer studierte an der Technischen Universität Wien (Promotion 1984), habilitierte sich dort 1990 und wurde 1991 Vorstand des IUC (Institut für Unternehmensrechnung und Controlling) an der Universität Graz. 
Seit 2006 ist er Leiter des 'Center for Accounting Research' an der Universität Graz. 
Seine Forschungsschwerpunkte sind Interne Unternehmensrechnung, Externe Unternehmensrechnung, Controlling, Wertorientiertes Management, Internationale Rechnungslegung und Agency Theory. 
Als sein bekanntestes Buch gilt Bilanzierung und Bilanzanalyse; es erschien 2019 in der 14. Auflage.
Er ist schriftführender Herausgeber der Zeitschrift für betriebswirtschaftliche Forschung (zfbf) und Schmalenbach Business Review und schreibt für zahlreiche Fachzeitschriften.
Seit 2008 ist er wirkliches Mitglied der Österreichischen Akademie der Wissenschaften.

## Anerkennungen
- 2006 Forschungspreis des Landes Steiermark

## Publikationen
- Bilanzierung und Bilanzanalyse. Linde Verlag, Wien 2019, ISBN 978-3-707-34073-0.
- Internationale Rechnungslegungsstandards IAS/IFRS: Grundlagen und Grundsätze; Bilanzierung, Bewertung und Angaben; Umstellung und Analyse. mi-Wirtschaftsbuch, München 2015, ISBN 978-3-86880-153-8.
- mit Ralf Ewert: Externe Unternehmensrechnung. Gabler, Berlin 2015, ISBN 978-3-662-45015-4.
- mit Ralf Ewert: Interne Unternehmensrechnung. Springer, Berlin 2014, ISBN 978-3-642-35960-6.